# Туманова, Екатерина Борисовна
Екатерина Борисовна Туманова (по первому мужу — Гамкрелидзе, по второму мужу — Зелинская; 1855 Феодосийский уезд Таврическая губерния Российская империя — после 1930 СССР) — русская революционерка, народница.

## Биография
Родилась в дворянской семье представителя старинного армянского рода, боевого офицера, штабс-ротмистра в отставке, помещика Феодосийского уезда Бориса Сергеевича Туманова(1800—1856) и его жены Софии Никитичны. В семье было пятеро детей: Виктор, Роза, Сергей, Репсимия (?), и Екатерина.
Училась в Феодосийской женской гимназии, с 1865 года — в Одесской женской гимназии.
В 1872 году ушла из гимназии по случаю выезда за границу.
В 1872—1873 годах училась на медицинском факультете Цюрихского университета. В 1873 году после обращения русского правительства к русским студенткам с требованием о возвращении на Родину, переехала в Париж с попыткой устроится на учёбу в Сорбонну, затем в Женеву.
Обучаясь в Цюрихском университете, вошла в кружок «Фричей».
В 1873 году вернулась в Россию; жила в Петербурге, где вынуждена была обучаться на акушерских курсах, но так и не окончила их. В 1875 году переехала в Москву и была «хозяйкой» конспиративной квартиры вместе с Ант. Гамкрелидзе.
13 июля 1875 года вышла фиктивно замуж за Антимоза Евдовича Гамкрелидзе с целью передать на революционные нужды своё состояние.
В августе 1875 года переехала из Москвы в Иваново-Вознесенск для ведения противоправительственной пропаганды среди рабочих.
9 августа 1875 года арестована в деревне Кисине (под Иваново-Вознесенском) в качестве бродяги, не помнящей родства, Екатерины Петровой. Из Иваново-Вознесенска перевезена в Шую, а затем — в Москву. Привлечена к дознанию по обвинению в принадлежности к преступному сообществу, выявленному в Москве и Иваново-Вознесенске в апреле и августе 1875 года (Процесс пятидесяти).
С 4 октября 1876 года по 16 октября 1877 года содержалась в Петропавловской крепости, после чего переведена в Дом предварительного заключения.
Предана 30 ноября 1876 года суду Особого Присутствия Правительствующего Сената по обвинению в составлении противозаконного сообщества, участии в нём и в распространении преступных сочинений (Процесс пятидесяти). Признана 14 марта 1877 года виновной в принадлежности к противозаконному сообществу и в знании о его целях и приговорена к шестинедельному тюремному заключению.
После отбытия наказания поселилась в Петербурге. На её квартире проводились собрания студенческой молодёжи. Принимала активное участие в организации помощи политическим заключённым. Встречалась с Г. Гольденбергом и П. Орловым и знала о подготовке покушения на Н. В. Мезенцева.
В июле 1878 года принимала участие в попытке освобождения путём подкопа А. Ф. Медведева из Харьковской тюрьмы.
В конце августа 1878 года скрылась из Харькова, а в 1879 году эмигрировала за границу, жила в Женеве.
В 1886 году ходатайствовала перед министром внутренних дел о разрешении вернуться в Россию.
По Высочайшему повелению 14 августа 1886 года ходатайство её было удовлетворено при условии подчинения гласному полицейскому надзору в течение 3-х лет на родине, в Феодосии.
В начале октября 1886 года через Волочиск вернулась в Россию и поселилась под полицейским надзором в Феодосии.
Освобождена 11 октября 1889 года от гласного надзора с подчинением надзору негласному.
В апреле 1891 года выехала за границу, где вышла замуж за Иосифа Викторовича Зелинского.
В сентябре 1891 года вернулась в Феодосию. В 1890-х—1900-х годах проживала в своем имении «Бусалак» (Феодосийский уезд). Освобождена от негласного надзора по циркуляру Департамента полиции от 12 марта 1903 года.
В 1929 году жила на юге России (?).

## Мужья и дети
- Гамкрелидзе, Антимоз Евдович — первый брак, фиктивный.
- Зелинский, Иосиф Викторович

дочь: Валентина Иосифовна Зелинская (1892 — 22 апреля 1928, По, Франция) — художница, в апреле 1920 года эмигрировала во Францию, близкая подруга А. И. Цветаевой, член парижского студенческого христианского движения. Умерла от туберкулёза.
сын — Валерий
дочь — Евгения († 1918)